# Юринец, Владимир Александрович
Владимир Александрович Юринец (укр. Володимир Олександрович Юринець; 28 сентября 1891, село Олеськи (ныне Золочевский район Львовской области), Королевство Галиции и Лодомерии) — 4 октября 1937) — украинский и советский философ-марксист и литературовед.
Академик ВУАН (29.06.1929), пройдя как кандидат, рекомендованный в члены ЦК КП(б)У..
Известен критикой фрейдизма и фрейдомарксизма.

## Биография
Родился в селе Олеськи, Королевство Галиции и Лодомерии, Австро-Венгерская империя (ныне Золочевский район Львовской области). Имел австрийское подданство. Окончил львовскую гимназию, после чего поступил во Львовский университет, в 1910 году переехал в Вену, с того же года учился в Венском университете, где окончил философский и физико-математический факультеты.
Учился в Берлине и Париже, в последнем получил степень доктора философии.
В годы Первой мировой войны мобилизован в австро-венгерскую армию, попал в российский плен. В 1920 году вступил в Красную Армию, где работал редактором газеты и политическим работником.
В 1921—1925 годах — в Москве. Окончил Институт красной профессуры в Москве, где учился в 1921—1924 гг., слушатель первого набора. Преподавал в КУТВ, 1-м МГУ, Московском институте народного хозяйства.
В 1925 году переехал в Харьков. В 1925—1933 годах возглавлял Институт философии (Харьков). Заведовал кафедрой (затем отделением) социологии Украинского института марксизма-ленинизма (с 1931 года — Институт философии и естествознания). Входил в состав редакционных коллегий журналов «Більшовик України» и «Червоний шлях». В 1928 году выступил с докладами в Прусской АН (Берлин) и на международном конгрессе в Осло. Был близок к литературным кругам, опубликовал книгу о поэзии Павла Тычины. В 1929 году отдал в печать рукопись книги «Ленинизм и национальный вопрос», последующая судьба которой неизвестна.
Член КП(б)У с 1920 года, исключён в 1933 году. В дискуссии о повороте на философском фронте Украины (январь 1931 года) обвинён в «меньшевиствующем» и «буржуазном» идеализме и гегельянстве. 17 июля 1933 года постановлением ЦК КП(б)У квалифицирован как «сторонник буржуазно-идеалистической философии», «философски обосновывающий яворщину», «лжеучёный» и «плагиатор», исключён из партии и рядов академиков ВУАН. С этого времени являлся секретным сотрудником НКВД, вёл провокационную работу среди интеллигенции.
Преподавал во Всеукраинском институте коммунистического образования.
22 июля 1937 года Владимир Юринец был арестован. 1 октября 1937 году решением тройки был признан виновным в «создании подпольной националистической организации и шпионаже в пользу Германии», приговорён к исключительной мере наказания. Расстрелян 4 октября того же года. Не реабилитирован

 Я должен сообщить следствию, что вся моя работа в органах ГПУ НКВД — это была почти сплошная провокация с моей стороны. Очень часто меня толкали на провокации сотрудники, с которыми я был связан…

В октябре 1934 года со мной в Харькове связался специально приехавший из Киева сотрудник ГПУ Пустовойтов. Вызывал он меня ежедневно в течение пяти-шести дней. Я террористической организации найти не мог и уверял Пустовойтова, что быть её не может в Харькове, так как правительство к этому времени было уже в Киеве. Мне было брошено обвинение, что я дезинформирую. Меня довели до того, что я что-то написал о террористах, что именно, сейчас не помню…

В течение нескольких лет я постоянно бывал пьян. Пил, чтобы не думать, начиная с утра. Донесения сплошь вымышленные, писались под винными парами, и на следующий день содержание их сглаживалось из памяти. Достаточно мне было случайно встретить кого-либо из знакомых, чтобы донести о его якобы контрреволюционной и террористической деятельности. — Из протоколов допроса Юринца Владимира Александровича от 22, 23 и 24 июля 1937 года

## Взгляды
- «Философия Гегеля является последним словом идеализма, всесистемой, где его развитие и творческая тенденция досказаны до конца. Современная же философия есть не что другое, как идеалистическое эпигонство»[5].
- «Прежде всего, мы должны констатировать одно: буржуазная философская мысль каждый раз больше направляется к философии Гегеля, и призыв: обратно к Гегелю раздаётся теперь не меньше звонко, чем когда-то призыв: обратно к Канту»[5].
- В 1920-е годы обозначил К. Гамсуна как предтечу антипролетарского активизма[5].